# Barcikowice
Barcikowice (prononciation : [bart͡ɕikɔˈvit͡sɛ]) est un village polonais de la gmina de Zielona Góra dans le powiat de Zielona Góra de la voïvodie de Lubusz dans l'ouest de la Pologne.
Il se situe à environ 11 kilomètres au sud de Zielona Góra (siège de la gmina, du powiat et de la diétine régionale).
Le village comptait approximativement une population de 197 habitants en 2012.

## Histoire
Le nom allemand du village était Groß Hänchen.
Après la Seconde Guerre mondiale, avec les conséquences de la Conférence de Potsdam et la mise en œuvre de la ligne Oder-Neisse, le village est intégré à la République populaire de Pologne. La population d'origine allemande est expulsée et remplacée par des polonais.
De 1975 à 1998, le village appartenait administrativement à la voïvodie de Zielona Góra.

Depuis 1999, il appartient administrativement à la voïvodie de Lubusz.